# Troposkine

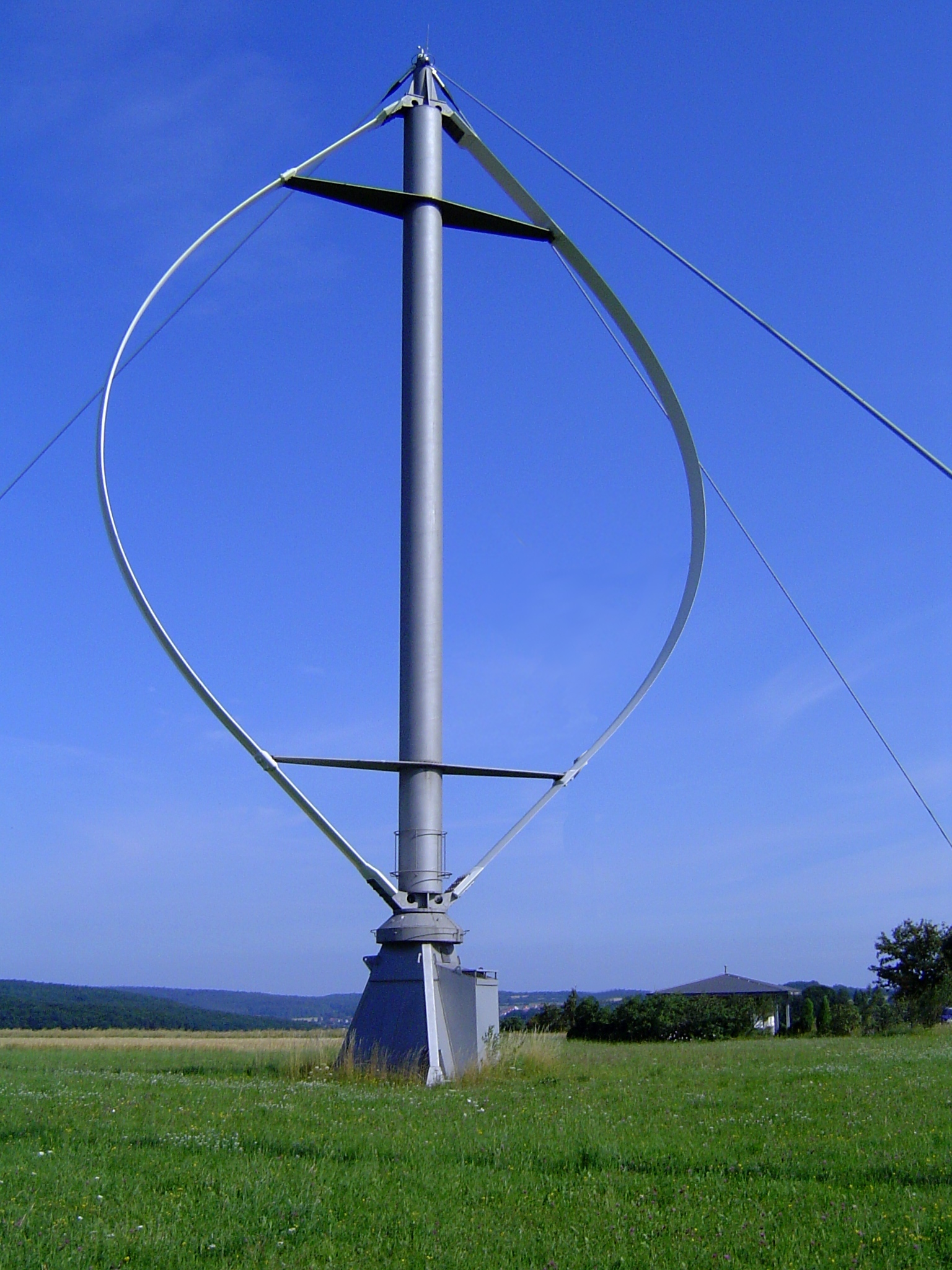
Une éolienne de type Darrieus a des profils en forme de troposkine pour minimiser la tension d’inflexion.

En géométrie et en physique, la troposkine est la courbe que dessine un câble fixé à ses extrémités à un axe  qu'on fait tourner à vitesse angulaire constante. Cette forme ne dépend pas de la vitesse de rotation si on ne prend pas en compte la gravitation, mais varie en fonction de cette vitesse si on la prend en compte. La troposkine n’est pas donnée par une formule explicite finie. En l’absence de gravitation, on peut l’approcher par deux segments de droite joints par un arc tangent aux segments aux extrémités du câble. Pour une gravitation, une vitesse angulaire et une densité de câble données,  on peut approcher la forme de la courbe par approximations successives.
Cette forme est utile pour diminuer la tension d'inflexion dans les éoliennes à axe vertical de type  Darrieus.